# 迪爾斯米爾 (印地安納州)
迪爾斯米爾（英語：Deer's Mill）是位於美國印地安納州蒙哥馬利縣的一個非建制地區。該地的面積和人口皆未知。